# 플레잉 위드 파이어 (2019년 영화)
《플레잉 위드 파이어》(영어: Playing with Fire)는 미국에서 제작된 앤디 피크먼 감독의 2019년 가족 코미디 영화이다. 존 시나 등이 출연하였다.

## 출연
- 존 시나
- 키건마이클 키
- 존 레귀자모
- 브리아나 힐더브랜드
- 데니스 헤이즈버트
- 주디 그리어
- 타일러 메인
  - 폴 포츠
- 크리스천 콘버리
- 대니얼 커드모어
- 린다 보이드